# Markéta Holcmanová
Markéta Holcmanová, rozená Kalužíková, (* 18. července 1986 Zlín) je česká herečka, od roku 2012 členka souboru Městského divadla Zlín.

## Život
Po základní škole nastoupila na hudebně-dramatický obor na brněnské konzervatoři. Po úspěšném absolutoriu byla přijata ke studiu muzikálového herectví na Divadelní fakultě Janáčkovy akademie múzických umění v Brně, které dokončila v roce 2010.
Následně působila v letech 2010 až 2012 v divadle v Šumperku. Od roku 2012 je členkou souboru Městského divadla Zlín. Hostovala v Národním divadle Brno či Divadle D'EPOG, je členkou divadelního studia Aldente. Na konci roku 2018 nastoupila na mateřskou dovolenou, v listopadu 2023 pak na další mateřskou dovolenou.
Při studiu konzervatoře ji Jiří Krejčík obsadil do televizní inscenace Dědictví slečny Innocencie (2003), ztvárnila také roli venkovské servírky v seriálu Znamení koně (2011). Účinkovala v několika studentských filmech. Pravidelně spolupracuje s reklamou, a to především hlasově (např. obchodní dům IKEA).
Jejím manželem je taktéž herec Jan Holcman. Má s ním syna Vojtu a dceru Mariannu.